# 1941 в авіації

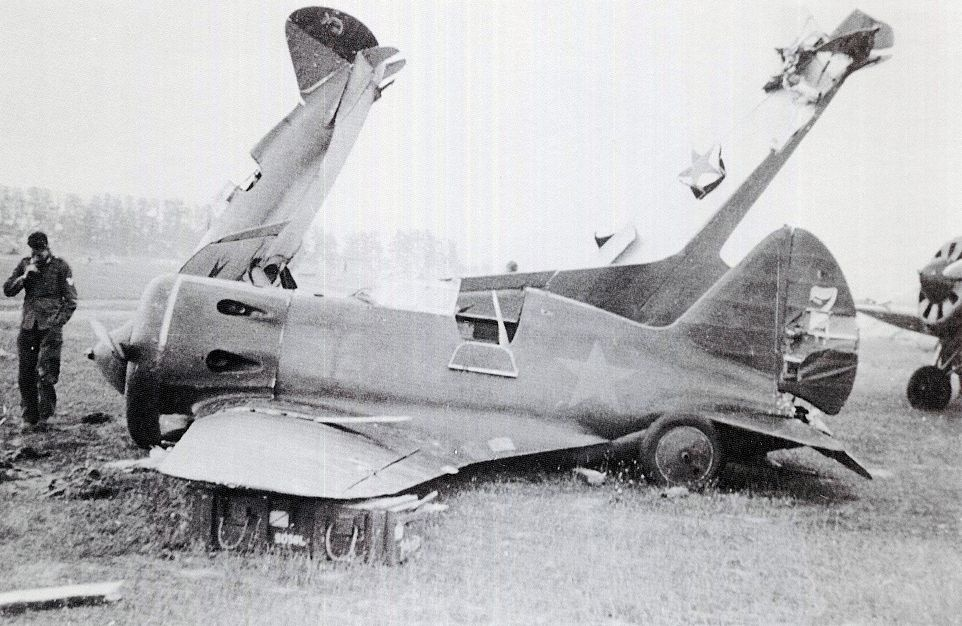
1941 рік, колосальні втрати бойових літаків радянськими ВПС. Пружанський аеродром, червень

Основна стаття: Авіація.
1941 рік у авіації.

## Події
- від 1 січня радянська авіаційна промисловість поставила 1900 винищувачів МіГ-3, ЛаГГ-1 та Як-1, 458 бомбардувальників Пе-2 та 249 штурмовиків Іл-2.
- від травня — за ініціативою радянського диктатора Йосипа Сталіна, НКГБ розпочато репресії проти вищого і середнього командного складу ВПС та керівників авіаційної промисловості СРСР, виникла т.з. «Справа авіаторів»[1].
- 10 травня — о 17:45 Рудольф Гесс вилетів з Аугсбурга на Messerschmitt Bf 110 (VJ+0Q, заводський № 3069) з запасом палива в один кінець, після чого вистрибнув з парашутом у Шотландії біля селища Іглшем.
- 15 травня — німецький позарейсовий літак Junkers Ju 52 безперешкодно був пропущений через державний кордон та здійснив переліт по радянській території через Білосток, Мінськ, Смоленськ до Москви.
- 2 липня — введена в експлуатацію перша черга аеропорту «Внуково».
- 1 серпня — США вводить ембарго на продаж авіаційного палива до Японії.
- 21 серпня — заснована португальська авіакомпанія SATA Air Açores.
- 1 грудня — у Сполучених Штатах засновано «Патруль цивільної авіації»[Вин. 1].

Без точної дати
- с початку року та до 15 червня, німецькі літаки активізували висотні розвідувальні польоти над західною частиною Радянського Союзу, переважну більшість польотів виконала так звана «Група Ровеля» (нім. Kommando Rowehl)[Вин. 2]. Йосип Сталін наказує радянським винищувачам і ППО не перешкоджати їм.
- Жаклін Кокран (англ. Jacqueline Cochran) стає першою жінкою, що перетнула на бомбардувальнику через Атлантичний океан.

Галерея

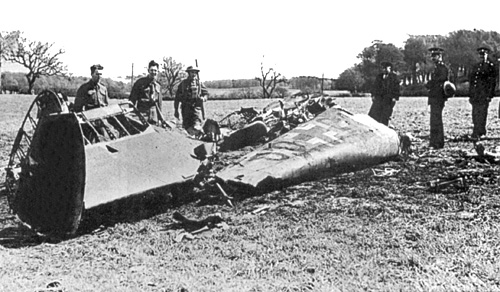
Уламки літака Рудольфа Гесса
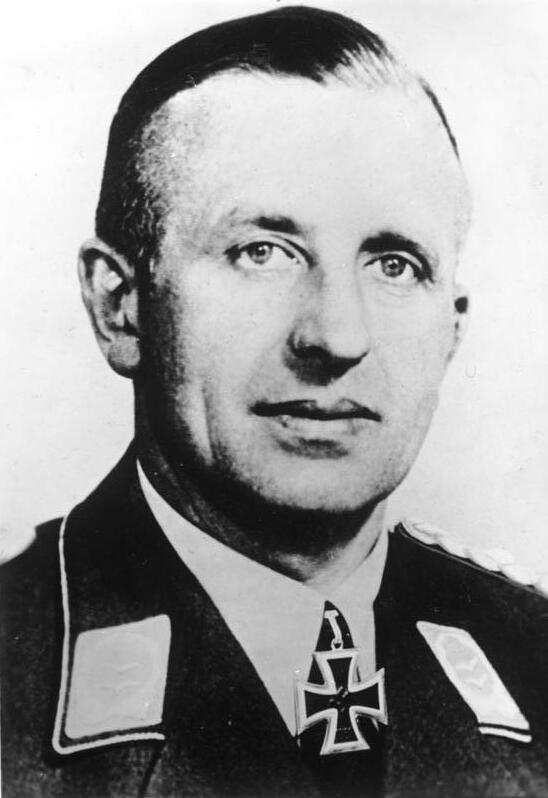
Теодор Ровель
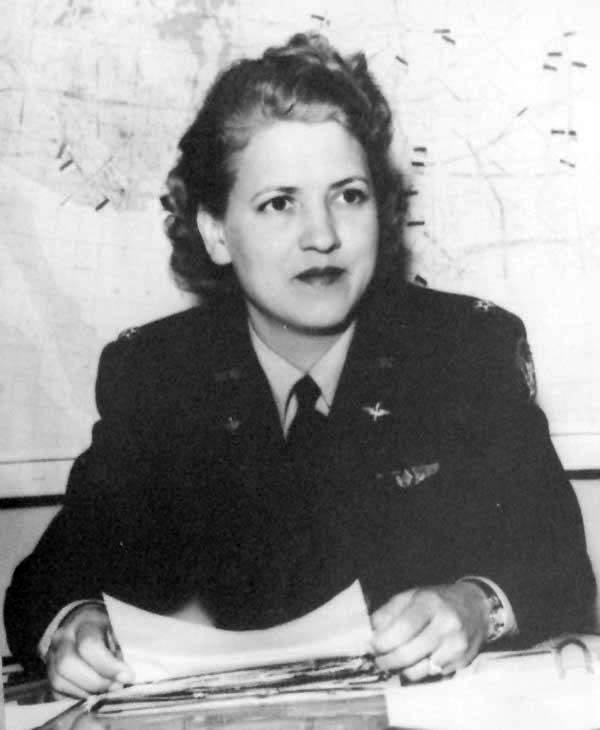
Жаклін Кокран

### У межах Другої світової війни
- у ніч із 10 на 11 лютого 222 англійських бомбардувальників атакують Ганновер (втратили сім літаків), а 43 інших — нападають на нафтові резервуари в Роттердамі.
- 6—8 квітня — німецькі бомбардування Белграду під час «Операції Відплата» (серб. Операција Одмазда, нім. Unternehmen Strafgericht).
- 5 травня — Royal Air Force створено Групу винищувачів торговельних суден, із базою в Ліверпулі. До групи входили т.з. КАТ судна.
- 20 травня — розпочалася Критська повітряно-десантна операція (нім. Luftlandeschlacht um Kreta; грец. Μάχη της Κρήτης) або Опера́ція «Мерку́рій» (нім. Unternehmen Merkur) — перша у світовій історії та наймасштабніша повітряно-десантна операція Німеччини під час Другої світової війни.
- 27 травня — британська палубна авіація з авіаносця «Арк Роял» завдала удари біпланами-торпедоносцями «Сордфіш», які вивели з ладу стерновий механізм «Бісмарка». Після артилерийської дуелі — німецький корабль було потоплено.
- 1 червня — німецькі Junkers Ju 88 потопили легкий крейсер HMS Calcutta (D82) Королівського військово-морського флоту Великої Британії.
- 22 червня — на початку 4-ї години ранку, Збройні сили Третього Рейху та війська СС, здійснили превентивний удар по Червоній армії. Разом з іншими військами, у нападі на СРСР, брало участь і Люфтваффе, у кількості 2344, за іншими оцінками, близько 4950 бойових літаків[2]. Протистояли їм сили радянських ВПС на Західному ТВД, у кількості 9500 літаків[3].
- від 22 червня — небачені в історії світової авіації втрати бойових літаків Військово-повітряними силами СРСР[4][5].
- 22 червня — в районі Львова приблизно о 3:40 ранку пілот Люфтваффе Роберт Олійник збив радянський літак — винищувач І-16. Вважається, що це була перша перемога ВПС Третього Рейху з початку німецько-радянської війни.
- 22 червня — радянський льотчик-винищувач Іванов Іван Іванович із 46-го ВАП, таранив Heinkel He 111 зі складу ескадри KG 55 «Гриф». Вважається одним із перших пілотів, що здійснили повітряний таран із початку німецько-радянської війни.
- 25 червня — після масованих бомбардувань радянською авіацією фінської території, почалася Друга радянсько-фінська війна, або як її ще називають — «Війна продовження».
- 30 червня — німецький льотчик-винищувач Вернер Мьольдерс збиває п'ять радянських бомбардувальників та здобуває 82 повітряних перемог. Він стає першим винищувачем, що перевершив рекорд Великої війни у 80 перемог, встановлений Манфредом фон Ріхтгофеном у 1918.
- 15 липня — Вернер Мьольдерс збиває два радянських літаки, здобувши свою 101-шу перемогу та стає першим пілотом, що перетнув межу в 100 перемог.
- 19 липня — Адольф Гітлер видає Директиву № 33, наказавши Люфтваффе провести серію повітряних нальотів на Москву.
- 1 серпня — Радянський Союз вперше використовує для атаки нафтопромислів Констанци винищувач І-16 підвішений до крила ТБ-3, котрий виступає як транспорт.
- у ніч з 7 на 8 серпня 13 бомбардувальників ДБ-3 ВПС Балтійського флоту провели без втрат рейд на Берлін. Це був перший із десяти нальотів на Берлін радянської морської авіації в серпні та вересні.
- 9 серпня — обер-лейтенант Люфтваффе Людвіг Беккер (нім. Ludwig Becker) виявляє та здобуває першу повітряну перемогу над британськими бомбардувальниками Vickers Wellington, що здійснювали наліт на Гамбург, на нічному винищувачі Dornier Do 215B-5, обладнаним бортовою РЛС, що використовує радар «Lichtenstein» з UHF.
- 11-12 серпня — радянські ВПС здійснили свій перший наліт на Берлін. Німецька ППО збиває п'ять Пе-8, згодом і радянська зенітна артилерія помилково знищує інший літак, що повертається на базу.
- 27 серпня — команда німецького підводного човна U 570 капітулює перед патрульним бомбардувальником Королівськіх ВПС Lockheed Hudson, за 80 морських миль (148 км) до південь від Ісландії. Це був єдиний випадок в історії Кригсмарине.
- 23 вересня — Ганс-Ульріх Рудель на пікіруючому бомбардувальнику Junkers Ju 87 топить радянський лінкор Марат.
- 4 листопада — Люфтваффе розпочало бомбардування Горького.
- 7 грудня — раптовий комбінований напад японської палубної авіації авіаносного об'єднання віце-адмірала Наґумо Тюїті та японських карликових підводних човнів, що були доставлені до місця нападу підводними човнами Японського імператорського флоту, на американські військово-морську та повітряну бази Перл-Гарбор. Напад став початком війни на Тихому океані між Японією та США.
- 10 грудня — Бій біля Куантана, також Потоплення «Prince of Wales» та «Repulse» — бій між британським «З'єднанням Z» та японською авіацією, який відбувся у Південно-Китайському морі поблизу узбережжя Малайзії.

Галерея

Повідомлення про бомбардування Белграду[6]
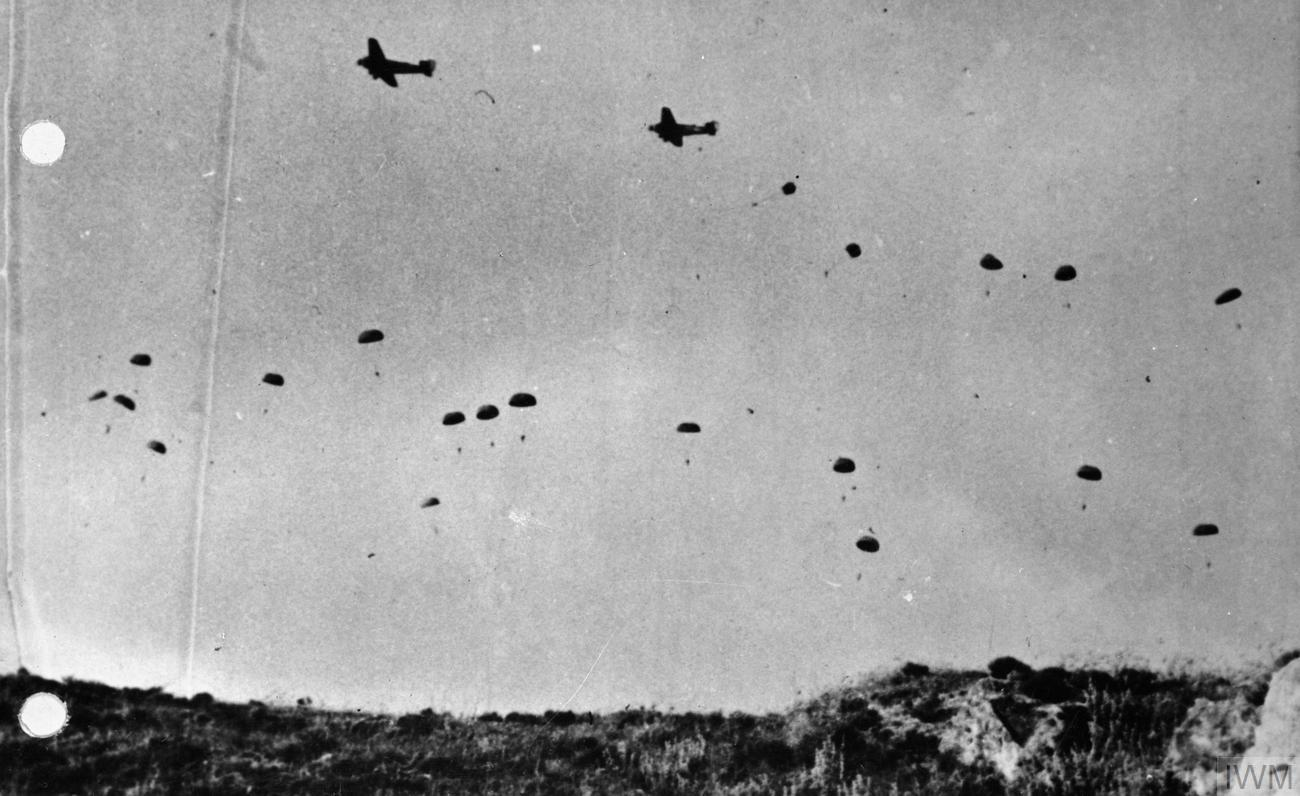
Висаджування німецького повітряного десанту на острів Крит
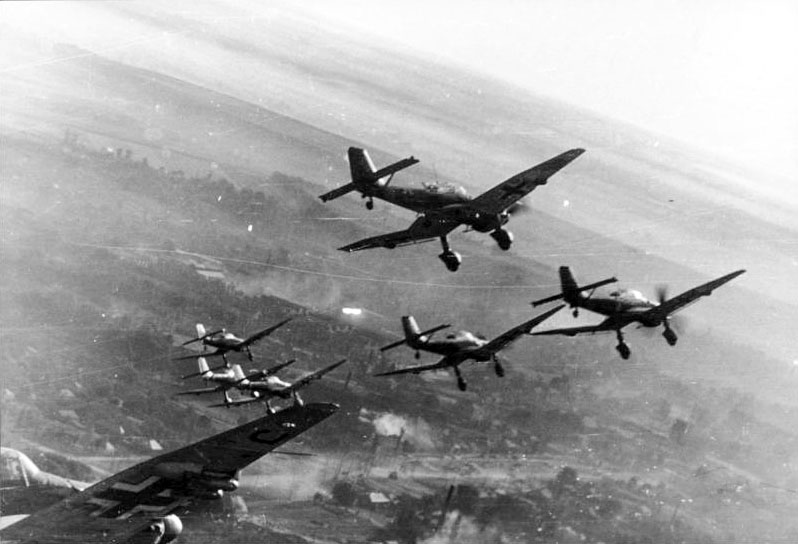
В польоті „Символ Бліцкригу“ — Ju 87
Винищувачі І-153, покинуті на аеродромі в Двінську
Роберт Олійник
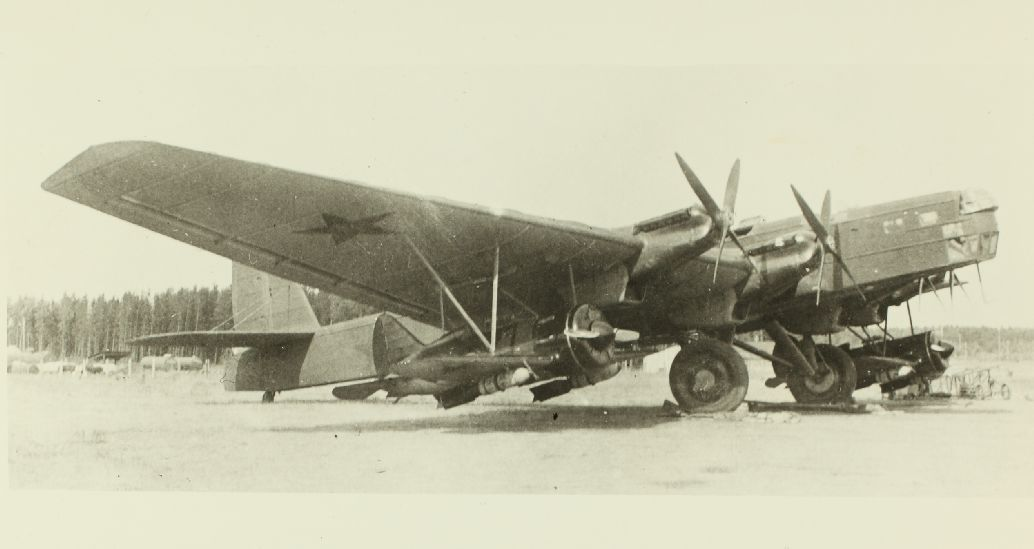
І-16 під крилами ТБ-3
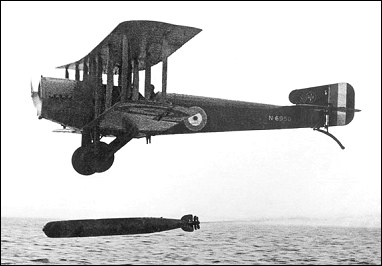
Торпедоносець «Сордфіш»
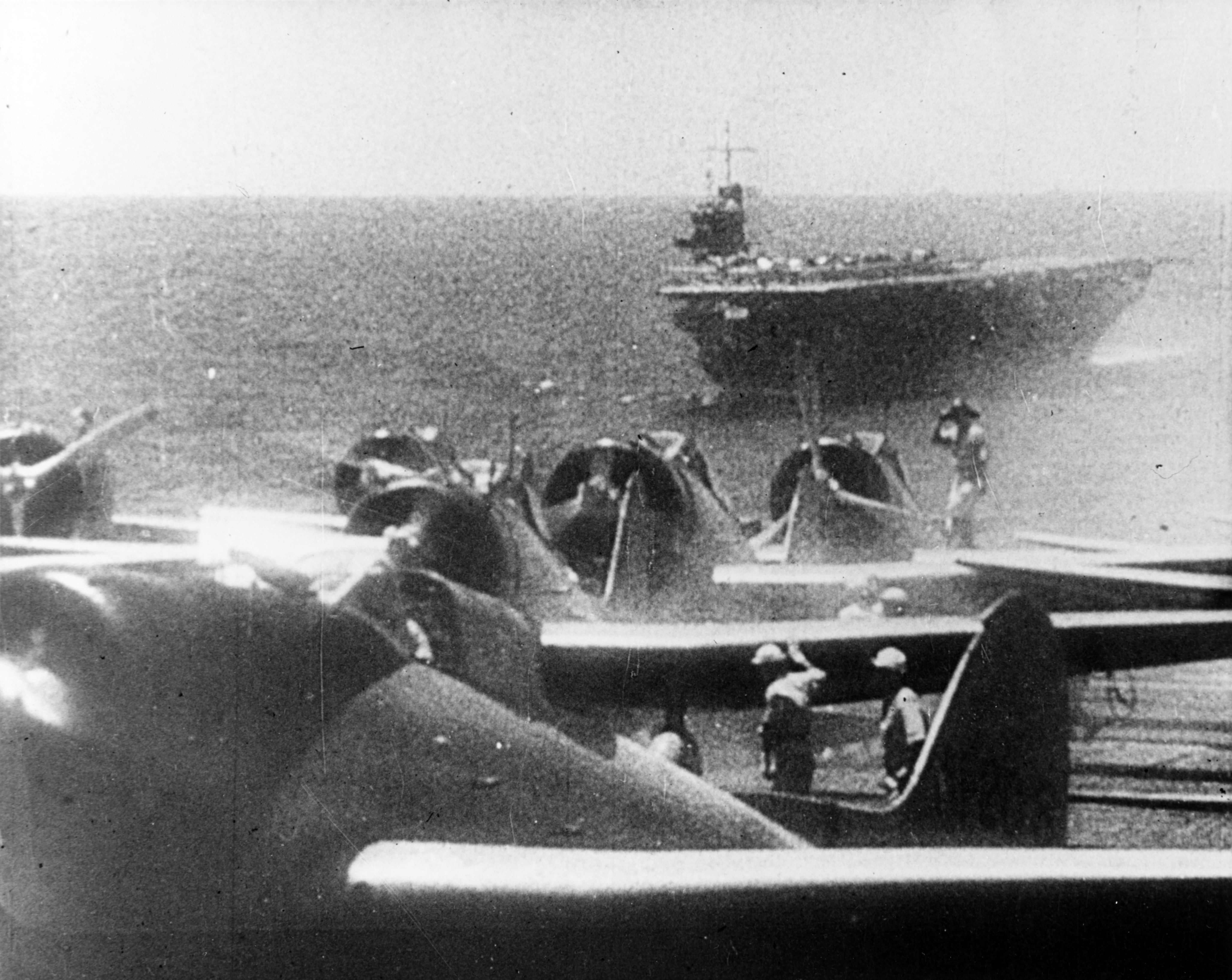
Японські літаки на палубі авіаносця перед атакою на Перл-Гарбор
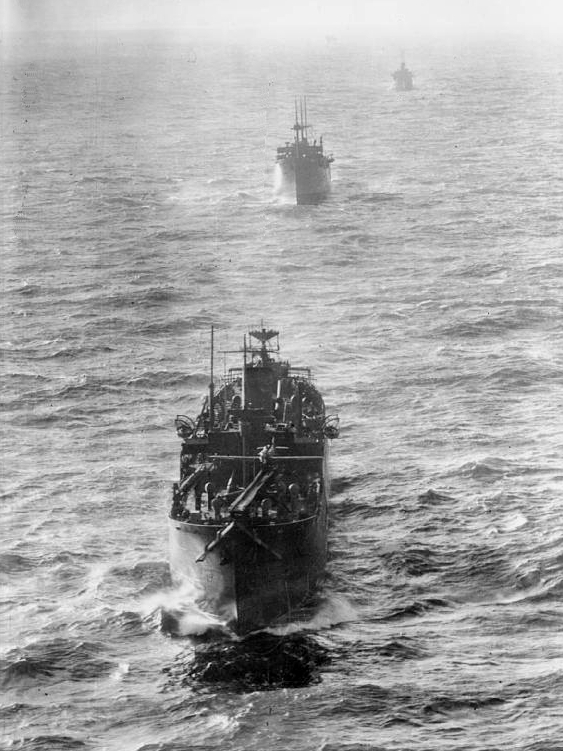
Британське КАТ судно у супроводі конвою

### Перший політ
- 9 січня — Avro Lancaster, британський важкий чотиримоторний бомбардувальник, що перебував на озброєнні Королівських ВПС.
- 11 січня — І-185, радянський винищувач.
- 29 січня — Ту-2, також відомий як АНТ-58 і «Літак 103» (по кодифікації НАТО Bat — «Кажан») — двомоторний радянський високошвидкісний денний бомбардувальник (денний високошвидкісний пікіруючий бомбардувальник/фронтовий бомбардувальник).
- січень — Kawanishi H8K, (яп. 二式飛行艇, Літаючий човен Тип 2), літаючий човен Імперського флоту Японії.
- 25 лютого — Messerschmitt Me 321 «Гігант» (нім. Messerschmitt Me 321 Gigant), німецький важкий військово-транспортний літак часів Другої світової війни.
- 14 березня — Nakajima B6N, (яп. 中島B6N天山, «Небесна гора»), торпедоносець-бомбардувальник Імперського флоту Японії часів Другої світової війни.
- 30 березня — перший політ з турбореактивним двигуном Heinkel He 280, німецького прототипу винищувача. Перший політ без двигунів, на буксирі He 111, відбувся 22 вересня 1940. Перший у світі двомоторний реактивний літак, реактивний винищувач і літак із кріслом-катапультою.
- 8 квітня — Nakajima G5N, (яп. 深山, «Сінзан» («Гірська долина»)), експериментальний важкий бомбардувальник Імперського флоту Японії.
- 2 травня — Nakajima J1N «Gekko» (яп. 月光, «Гекко» («Місячне сяйво»)), японський розвідник та винищувач.
- 6 травня — Republic P-47 Thunderbolt (англ. Republic P-47 Thunderbolt), американський винищувач-бомбардувальник розроблений фірмою Republic Aviation.
- 15 травня — Gloster E.28/39, перший британський літак із реактивними двигунами.
- 26 травня — Kayaba Ka-1, японський автожир.
- травень — Kokusai Ki-76, японський зв'язковий та розвідувальний літак.
- 14 червня — Martin Baltimore, американський двомоторний легкий бомбардувальник-розвідувальний літак[Вин. 3] виробництва авіакомпанії «Glenn L. Martin Company».
- 28 червня — Arado Ar 232 (також «Багатоніжка», нім. Tausendfüßler), німецький військово-транспортний літак часів Другої світової війни.
- 19 липня — Beechcraft AT-10 Wichita, американський військовий навчально-тренувальний літак.
- 7 серпня — Grumman TBF Avenger, американський палубний бомбардувальник-торпедоносець виробництва американської авіакомпанії Grumman.
- 30 серпня — ТИС, радянський важкий винищувач супроводу, конструкції М. М. Полікарпова.
- 1 вересня — Г-11, радянський транспортний планер конструкції В. К. Грибовського.
- 5 грудня — Kawanishi E15K (яп. 紫雲,, швидкісний розвідувальний гідролітак Тип 2 «Сіюн» («Фіолетова хмара»)), розвідувальний гідролітак Імперського флоту Японії.
- 7 грудня — Nakajima A6M2-N (яп. (中島 二式水上戦闘機), палубний поплавковий винищувач Імперського флоту Японії.
- 22 грудня — Fairey Firefly, британський палубний протичовновий літак та винищувач.
- грудень — Kawasaki Ki-61 (яп. 飞燕), одномісний двомоторний винищувач суцільнометалевої конструкції Імперської армії Японії.

Без точної дати
- Kawasaki Ki-45, японський двомоторний винищувач суцільнометалевої конструкції.

Галерея

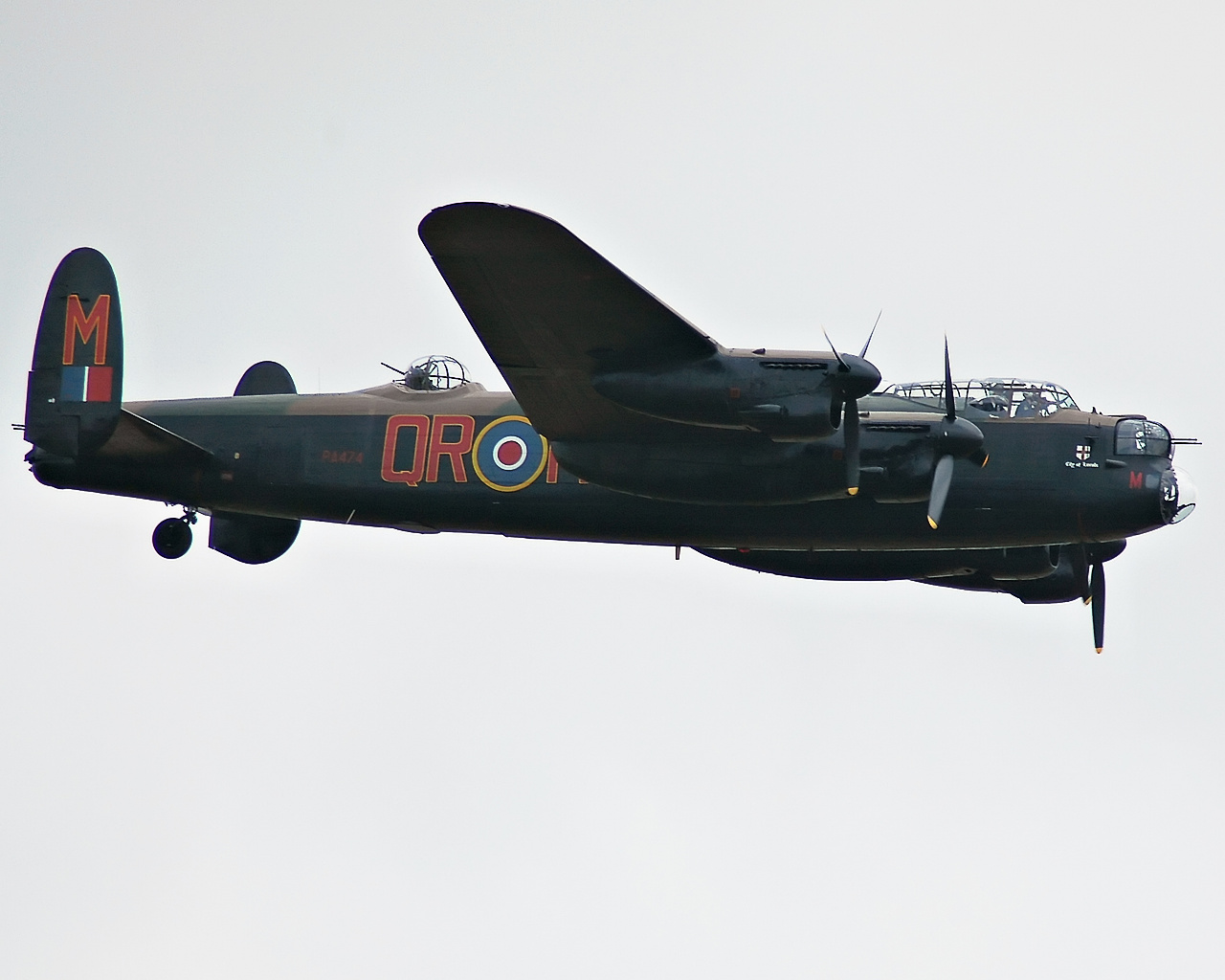
Avro Lancaster BIPA474
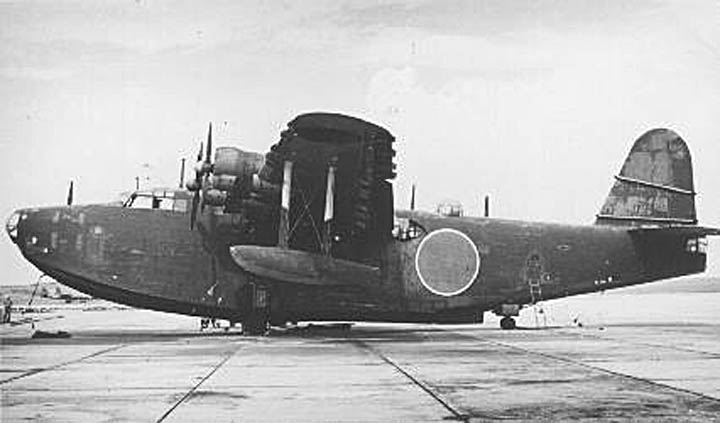
Kawanishi H8K
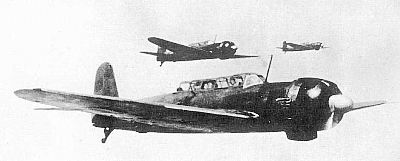
Nakajima B6N1
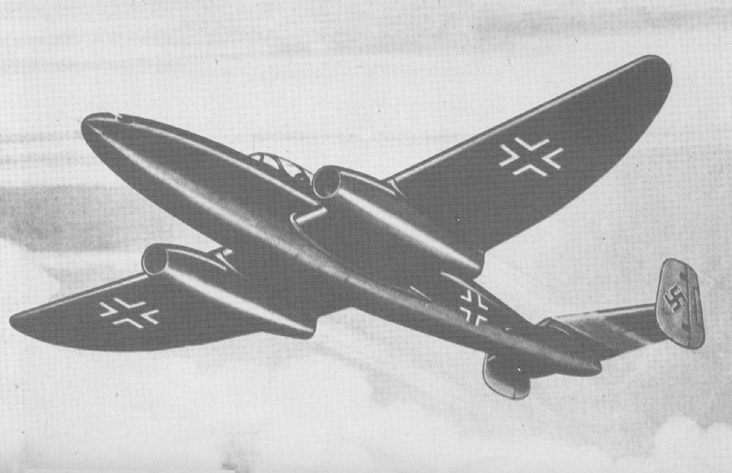
He 280
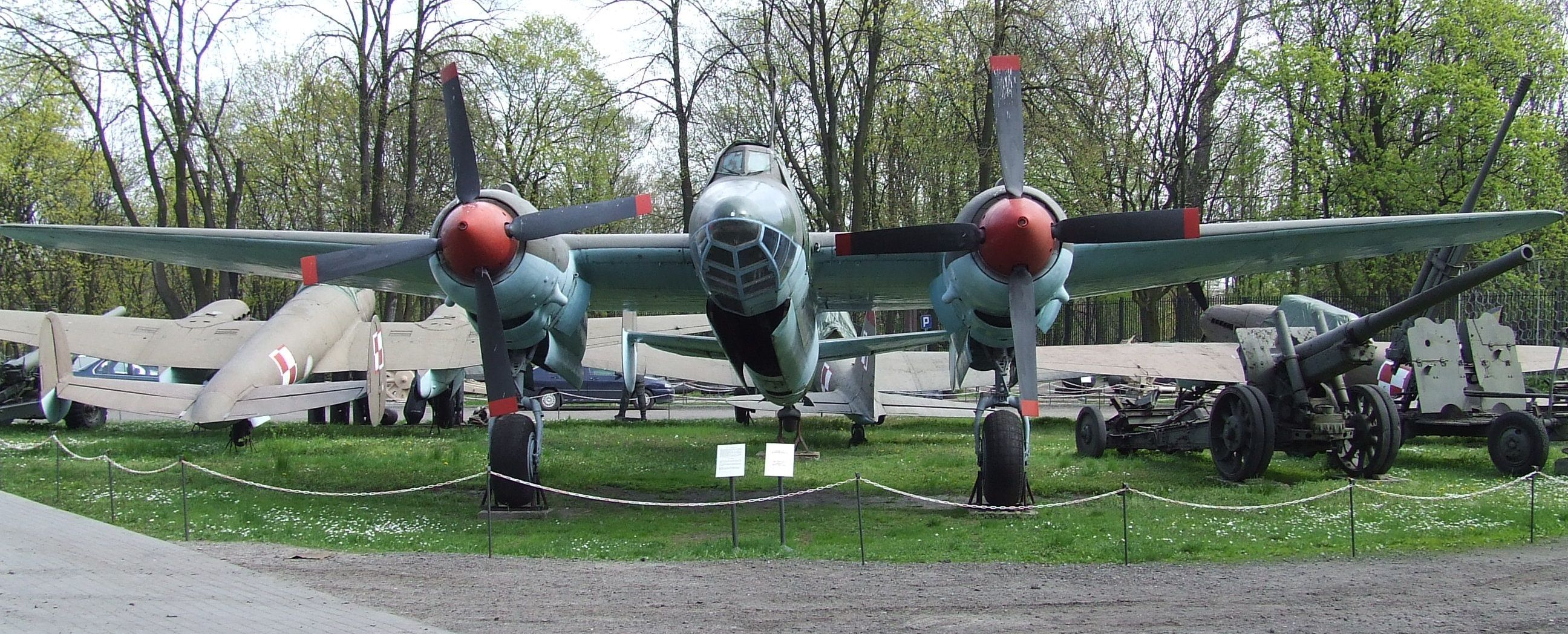
Ту-2
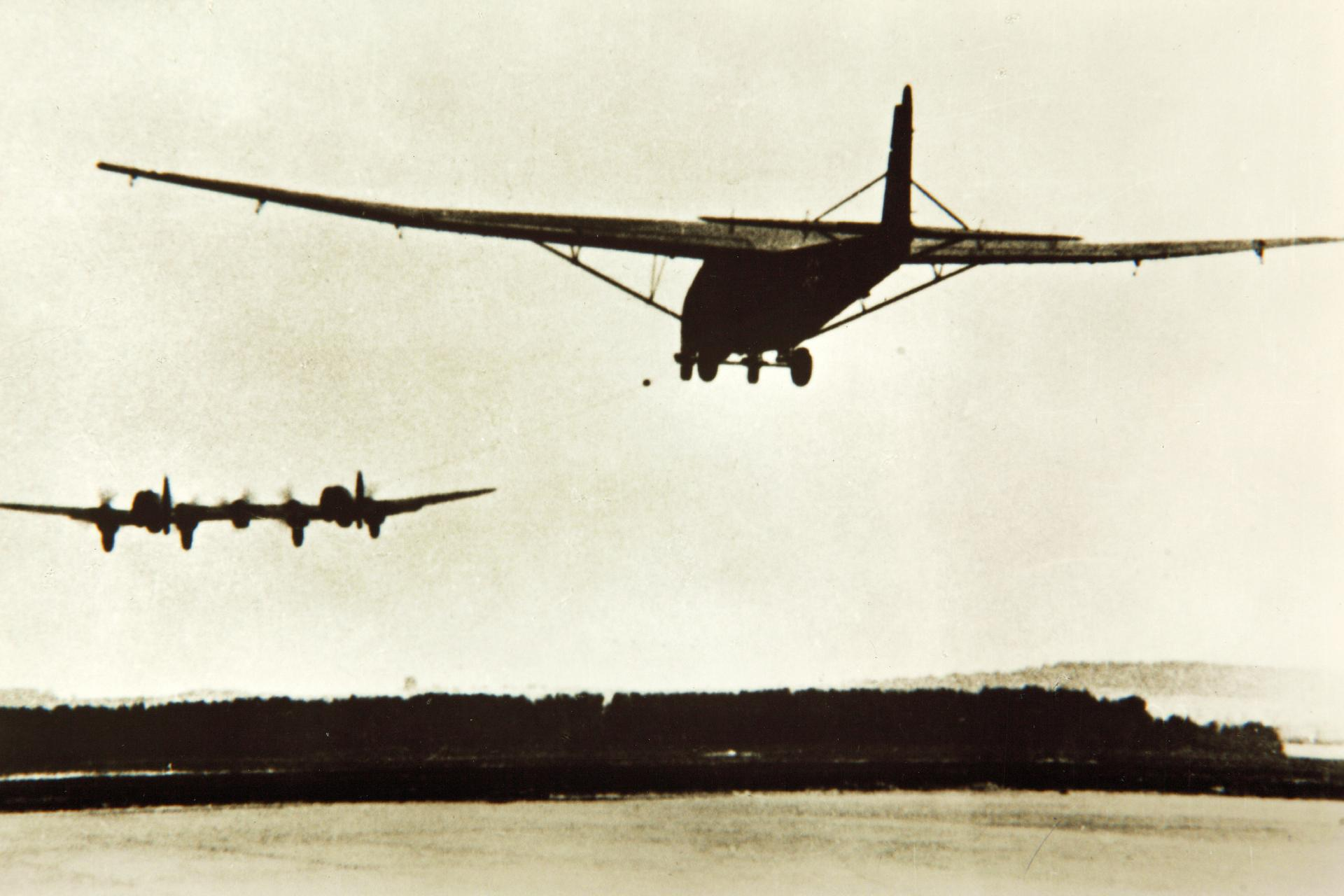
Me 321 на буксирі у двох He 111
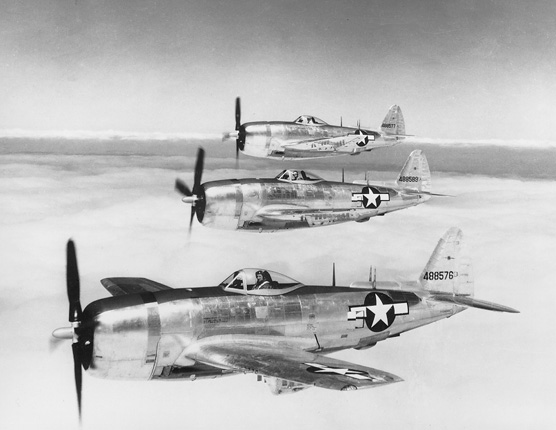
P-47 Thunderbolt
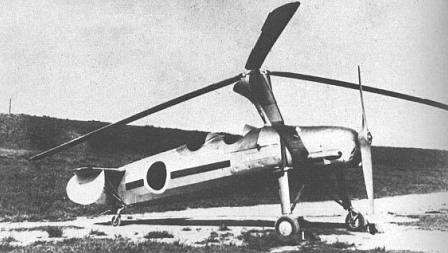
Kayaba Ka-1
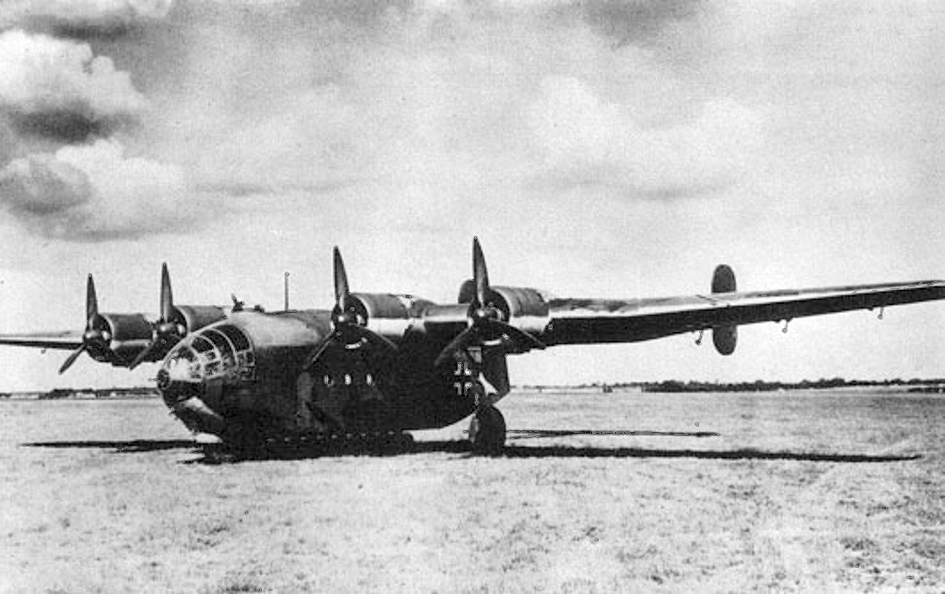
Arado Ar 232
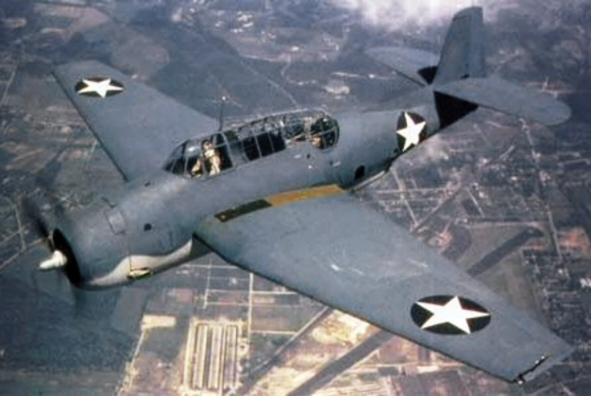
Grumman TBF Avenger
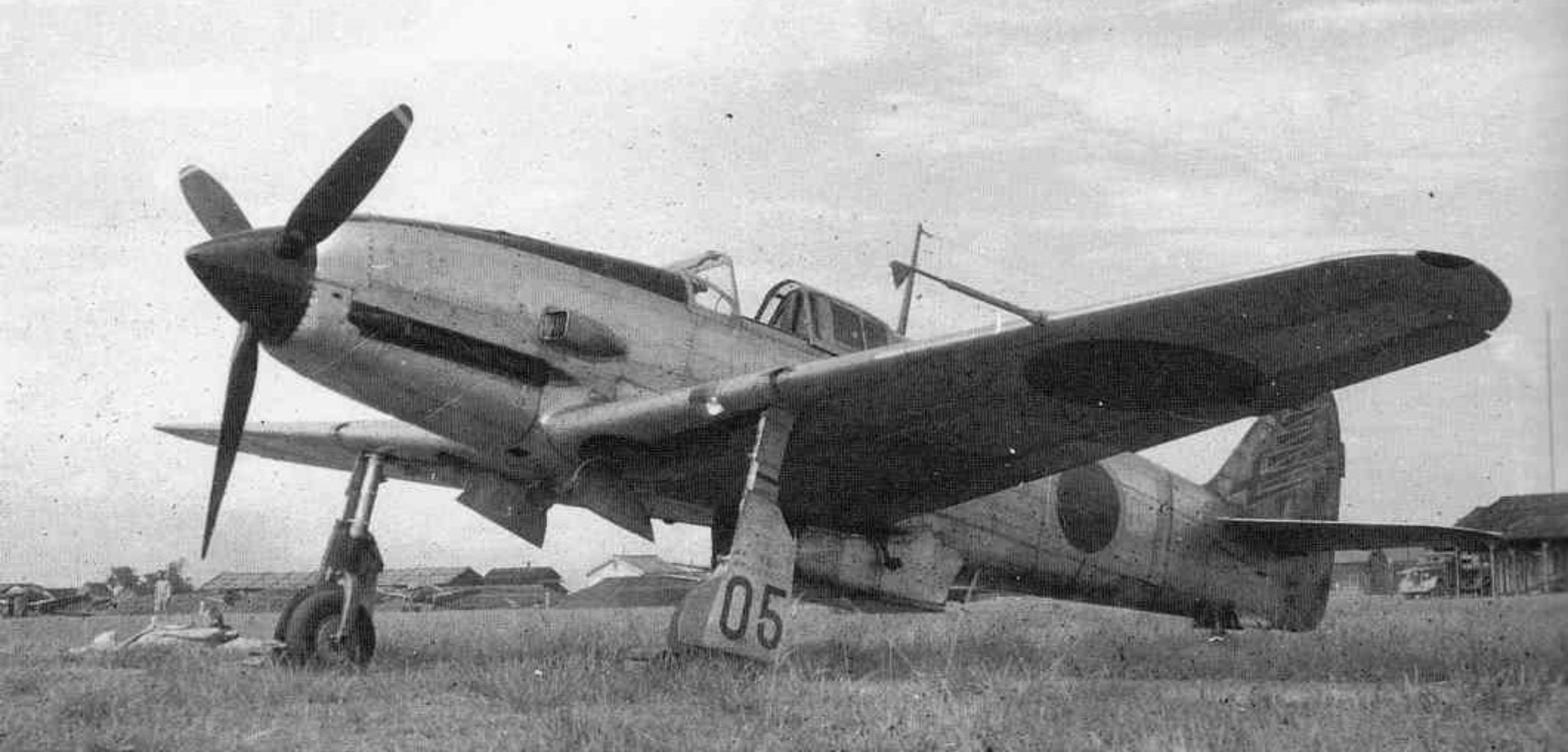
Kawasaki Ki-61
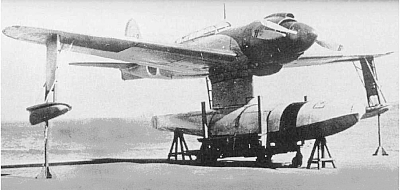
Kawanishi E15K
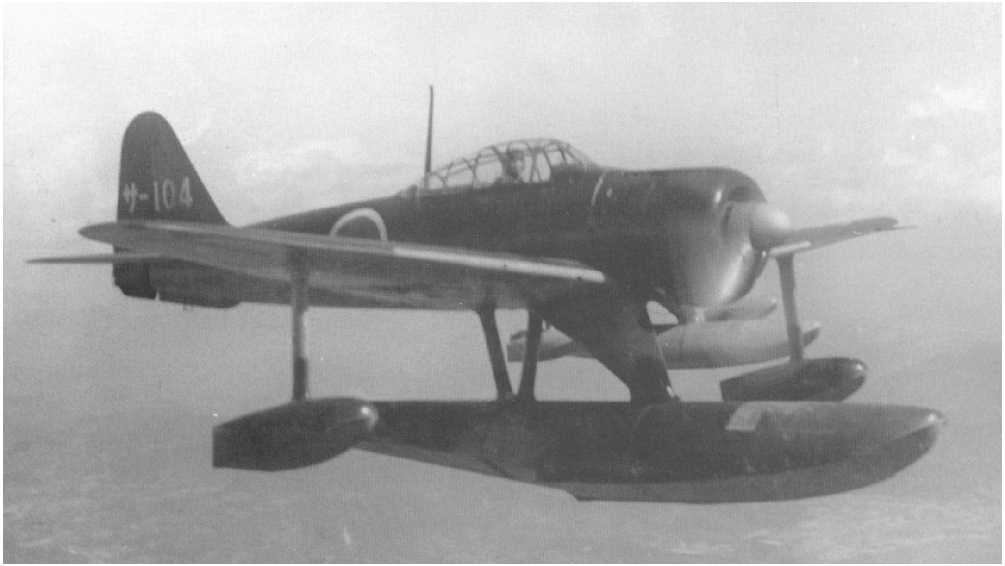
Nakajima A6M2-N
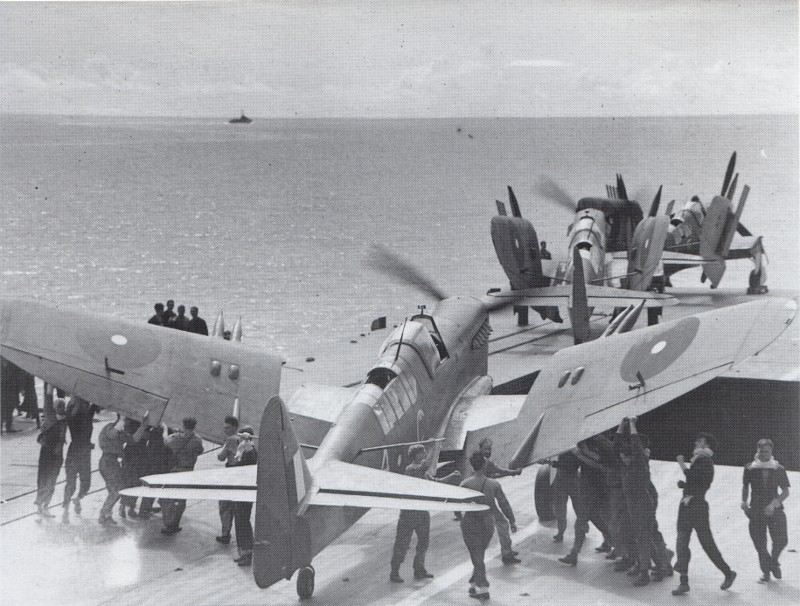
Fairey Firefly
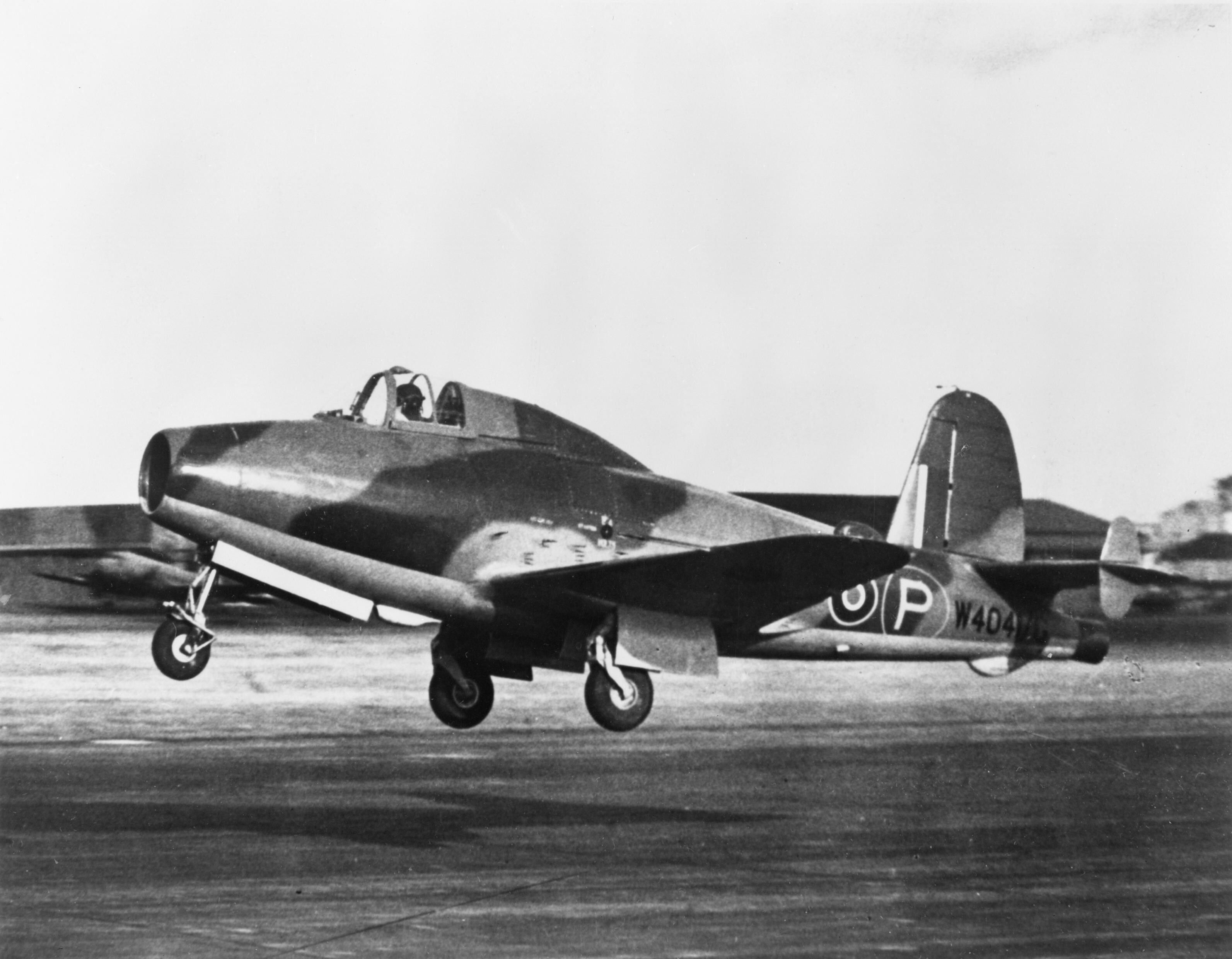
Gloster E.28/39
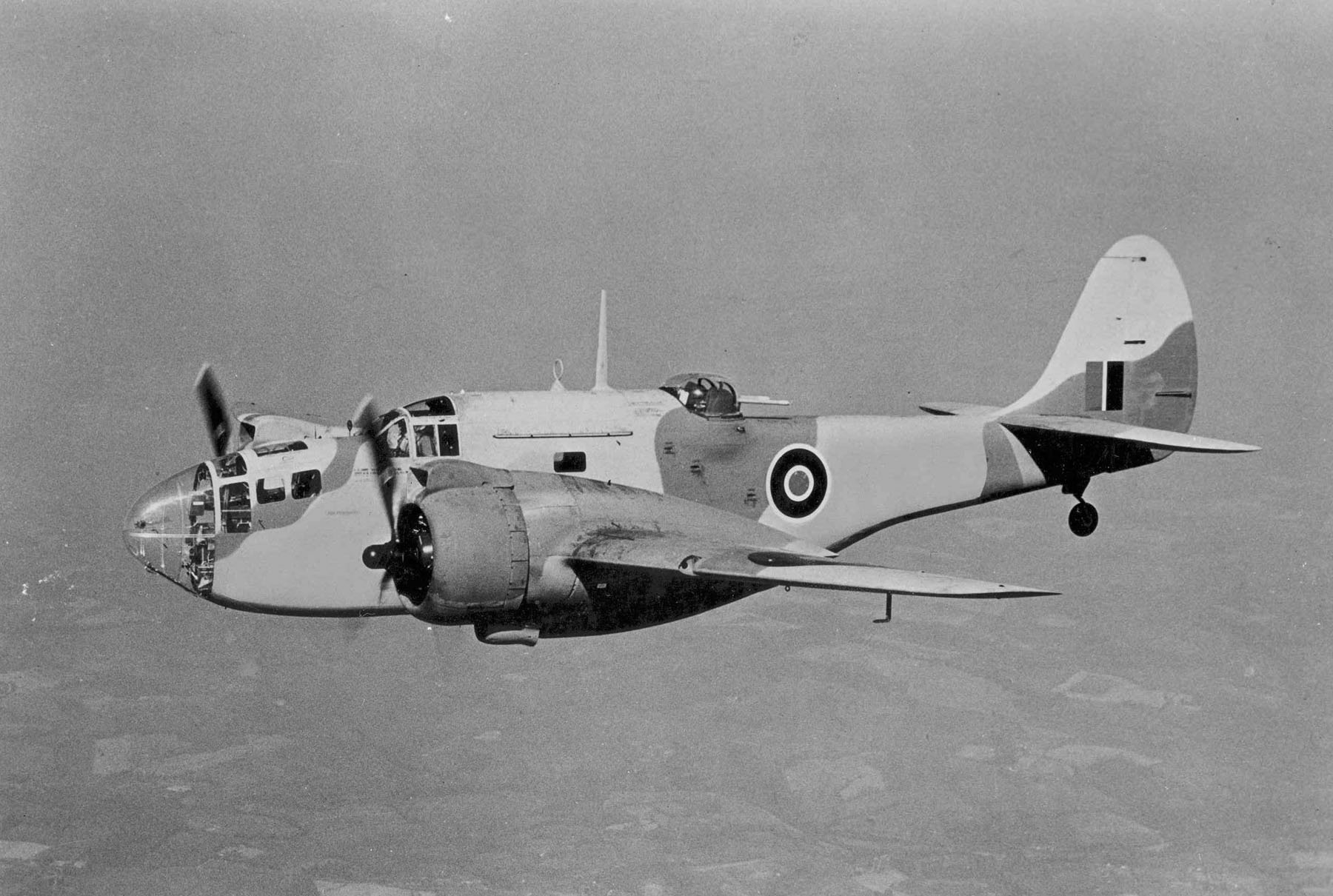
Martin Baltimore

### Авіаційні рекорди
- 6 травня — Ігор Сікорський на Vought-Sikorsky VS-300 встановлює світовий рекорд тривалості польоту для гелікоптера — 1 год. 32 хв.
- 2 жовтня — німець Хейні Диттмар (нім. Heini Dittmar) встановлює новий рекорд швидкості польоту — 1004 км/год (624 миль/год) на Messerschmitt Me 163 А. Рекорд був неофіційними, позаяк і політ, і загалом програма «Комети», трималися в секреті. Рекорд залишався неперевершеним, поки офіційно не був «побитий» 20 серпня 1947 на американському Douglas D-558-1 Skystreak.

Галерея

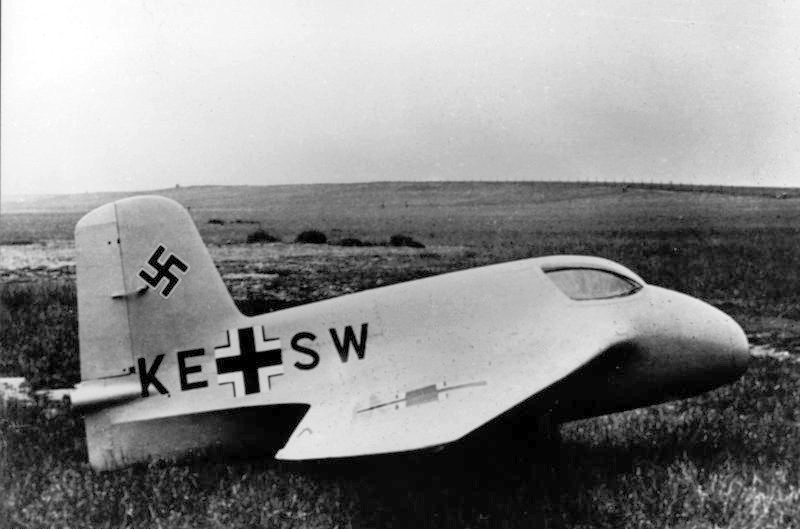
Messerschmitt Me 163 Komet

### Прийнято на озброєння (розпочато експлуатацію)
- січень — ближній бомбардувальник Су-2.
- 24 лютого — на Горьківському авіазаводі № 21 розпочато виробництво ЛаГГ–3, радянського одномісного одномоторного поршневого винищувача-моноплана[5].
- лютий — Bell P-39 Airacobra (англ. Bell P-39 Airacobra), американський винищувач періоду Другої світової війни.
- березень — Nakajima Ki-49 (яп. 中島 キ-49 呑龍 Важкий армійський бомбардувальник «Донрю» («Ширяючий дракон»)), японський важкий серійний бомбардувальник.
- серпень — Focke-Wulf Fw 189 Uhu (також відомий як «Рама» та «Der fliegende Auge») — німецький багатоцільовий двомоторний, двобалочний, тримісний літак, виробництва фірми «Фокке-Вульф».
- серпень — Focke-Wulf Fw 190, одномісний одномоторний поршневий винищувач-моноплан, виробництва фірми «Фокке-Вульф».
- жовтень —
  - Nakajima Ki-43, (яп. 中島 キ-43 «Хаябуса» (Сапсан), Винищувач Тип 1) японський винищувач.
  - Martin Baltimore, американський двомоторний легкий бомбардувальник-розвідувальний літак виробництва авіакомпанії «Glenn L. Martin Company».
- 15 листопада — de Havilland Mosquito, британський багатоцільовий бомбардувальник, нічний винищувач.

Галерея

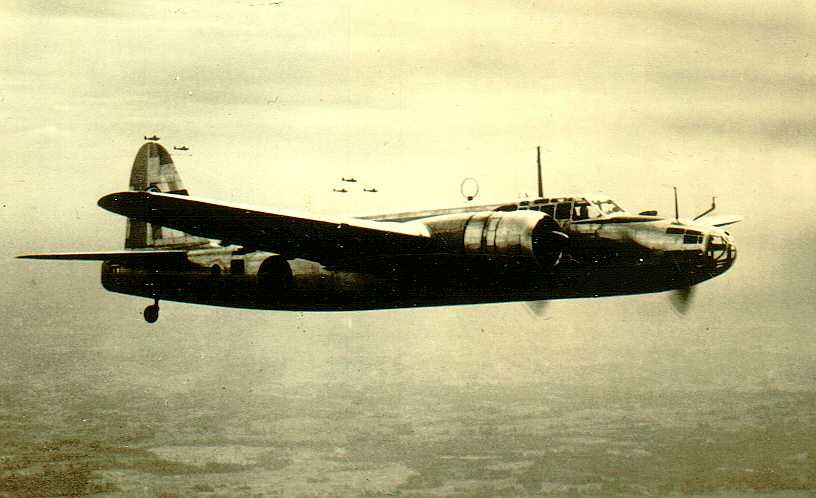
Nakajima Ki-49
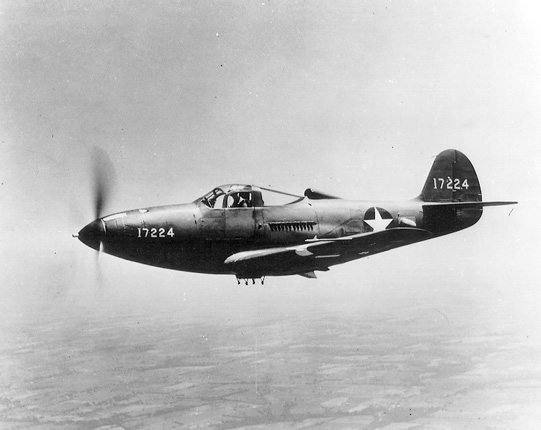
Bell P-39 Airacobra
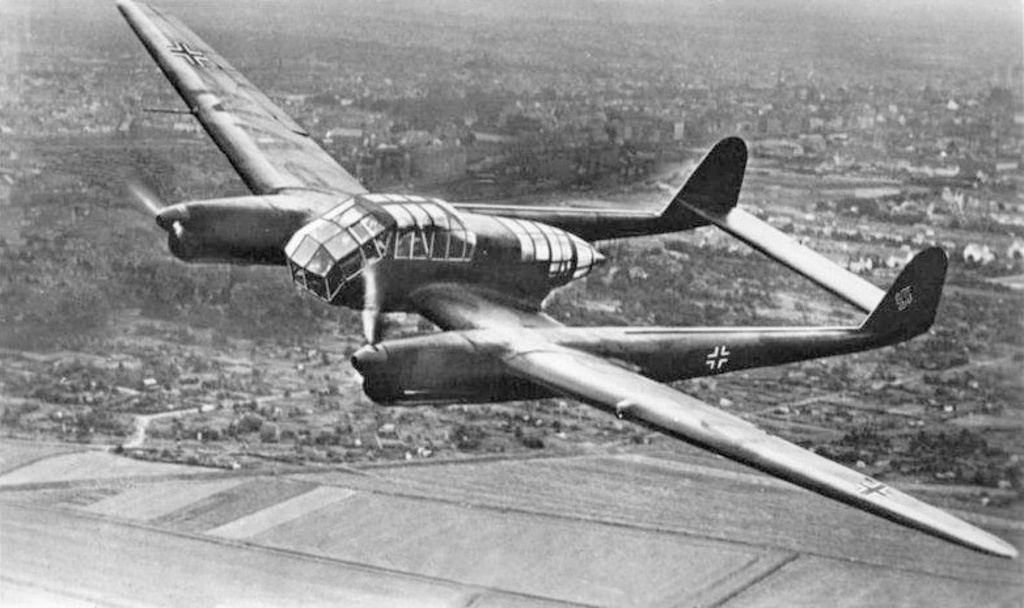
Fw 189
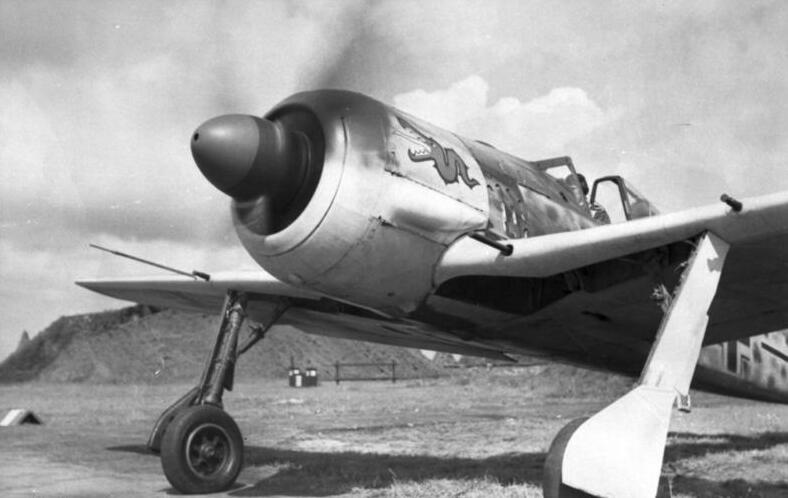
Fw 190
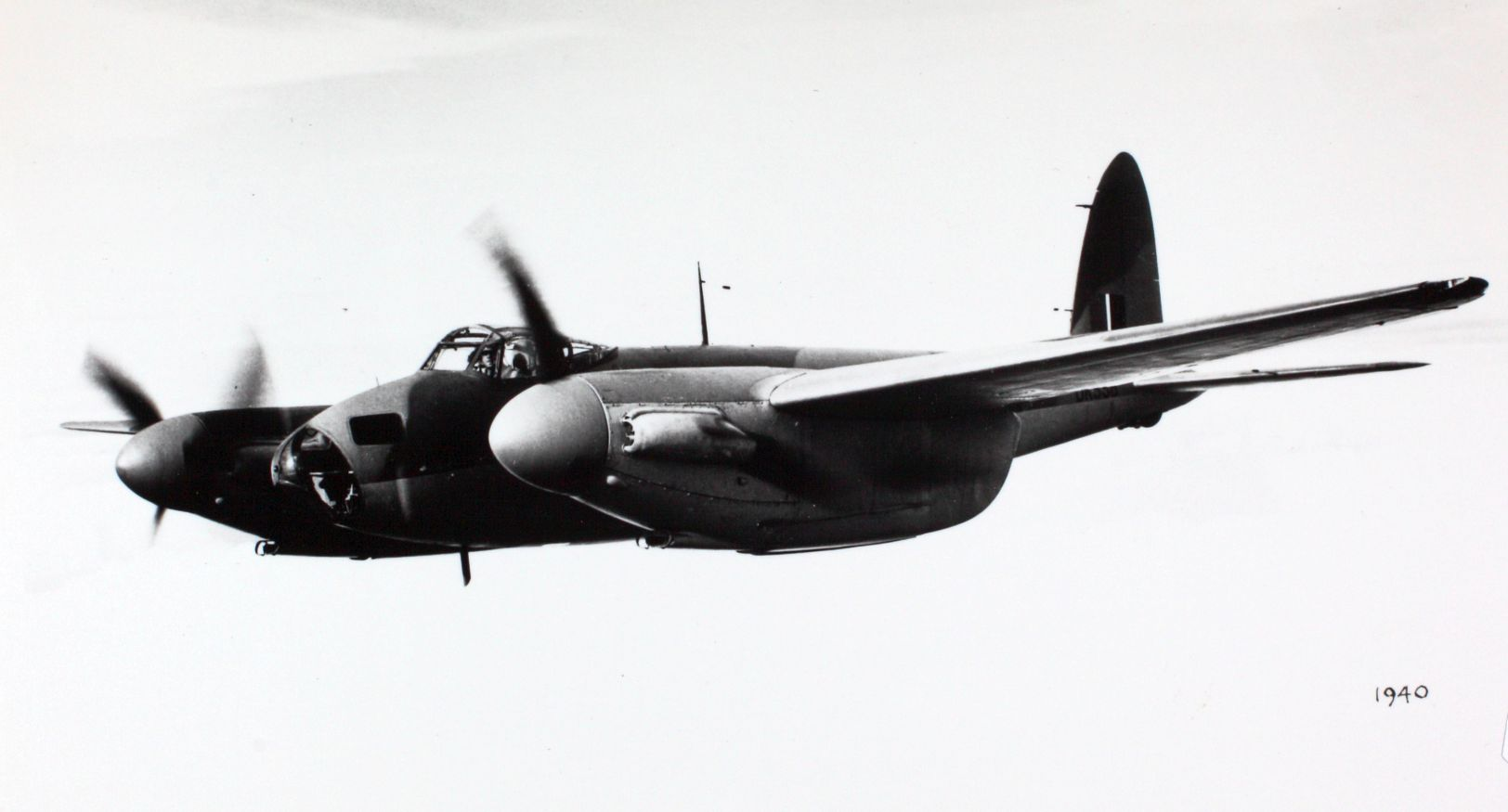
de Havilland Mosquito

### Знято з озброєння (закінчено експлуатацію)
Без точної дати
- середина року — Berliner-Joyce OJ, американський літак спостереження побудований компанією Berliner-Joyce Aircraft.
- Handley Page Heyford, двомоторний британський бомбардувальник-біплан.

Галерея

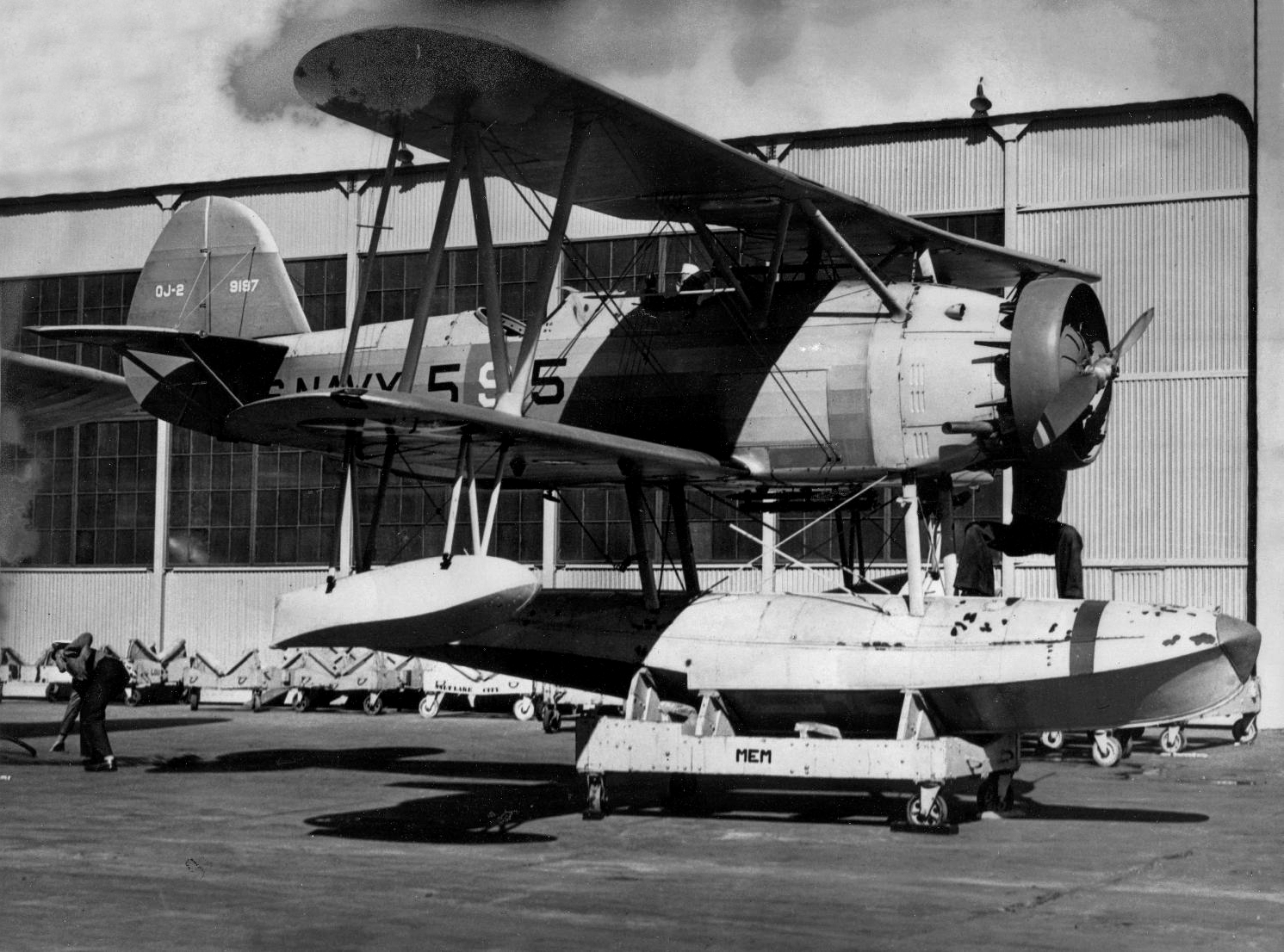
Berliner-Joyce OJ
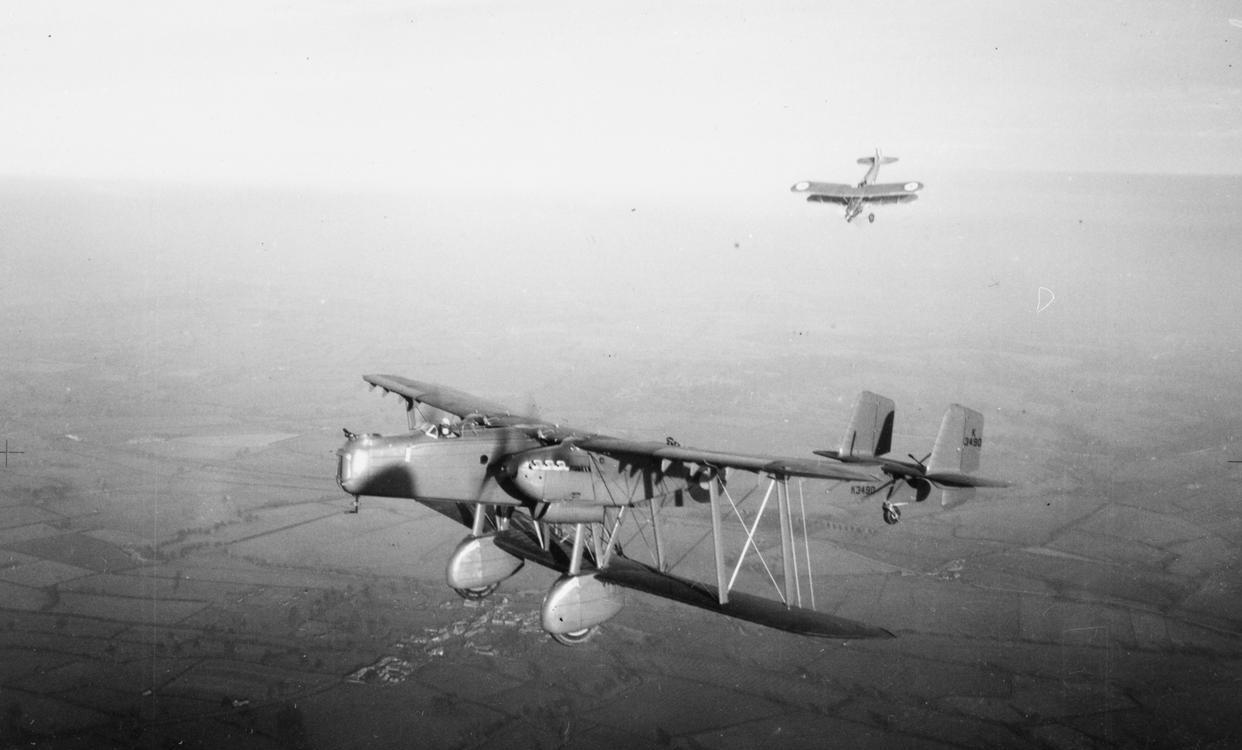
Handley Page Heyford

### Авіакатастрофи
- 29 жовтня — у Ульяновській області під час евакуації співробітників Наркомату авіаційної промисловості СРСР із Москви до Куйбишева, зазнав катастрофи літак ПС-84, пілотований Н. Б. Фегерварі, що перевозив 17 співробітників, у тому числі авіаконструктора В. К. Таїрова.
- 26 грудня — на околицях Алма-Ати зазнав катастрофи Г-2 (вантажопасажирська версія АНТ-6) компанії Аерофлот, у результаті чого загинули 26 осіб, у тому числі ряд керівників Казахської РСР.

## Персоналії

### Народилися
- 20 липня — Ляхов Володимир Афанасійович (†2018), радянський, український космонавт, двічі Герой Радянського Союзу.

### Померли
- 5 січня — Емі Джонсон (англ. Amy Johnson), у авіаційній катастрофі загинула перша у світі жінка, що здійснила поодинокий переліт з Англії до Австралії. Учасниця першого у світі одноденного перельоту з Лондону до Москви і Авіаперегонів на приз МакРобертсона.
- 21 травня — Рой Філліпс (англ. Roy Phillipps; * 1 березня 1892), австралійський льотчик-винищувач Першої світової війни із 15 збитими літаками супротивника, загинув після аварії на приватному літаку.
- 22 червня — Іванов Іван Іванович, радянський льотчик-винищувач, Герой Радянського Союзу (1941, посмертно), вважається одним із перших пілотів, що здійснили повітряний таран.
- 22 червня — Копєц Іван Іванович, льотчик-винищувач, генерал-майор авіації, командувач ВПС Західного Особливого військового округу[Вин. 4].
- 4 липня — Супрун Степан Павлович, радянський льотчик-випробувач та винищувач.
- 27 жовтня — Талаліхін Віктор Васильович, радянський льотчик-винищувач, збив 6 літаків, одним із перших застосував нічний таран. Загинув у повітряному бою поблизу Подольська.
- 29 жовтня:
  - Таїров Всеволод Костянтинович, радянський авіаконструктор, загинув під час евакуації співробітників Наркомату авіаційної промисловості СРСР.
  - Фегерварі Микола Берталоновіч (угор. Fehérvári Miklós), угорський революціонер і політв'язень, радянський льотчик-випробувач, командувач ВПС Забайкальського військового округу (до 1938), загинув у авіакатастрофі в Ульяновській області.
- 17 листопада — покінчив життя самогубством генерал-інспектор Люфтваффе Ернст Удет.
- 22 листопада — Вернер Мьольдерс, німецький льотчик-ас часів Третього Рейху, перший кавалер Лицарського хреста Залізного хреста з Дубовим листям, мечами та діамантами (1941). Загинув у авіакатастрофі, перебуваючи на борту Heinkel He 111 як пасажир (летів на поховання Ернста Удета).
- 5 грудня — Володимир Онисимович Байвенко, український льотчик, підполковник Армії УНР.

Без точної дати
- розстріляний Пороховщиков Олександр Олександрович — російський конструктор, льотчик, підприємець

Галерея

Супрун С.П.
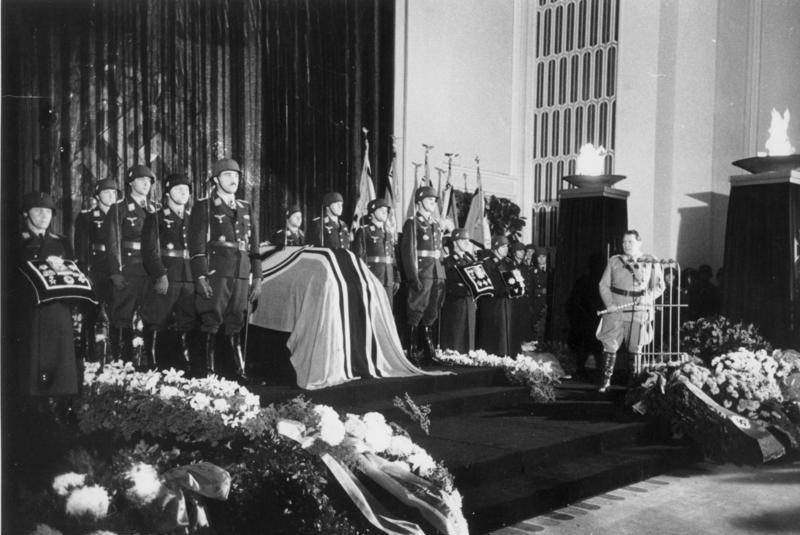
Поховання Ернста Удета. Праворуч від труни Герман Герінг
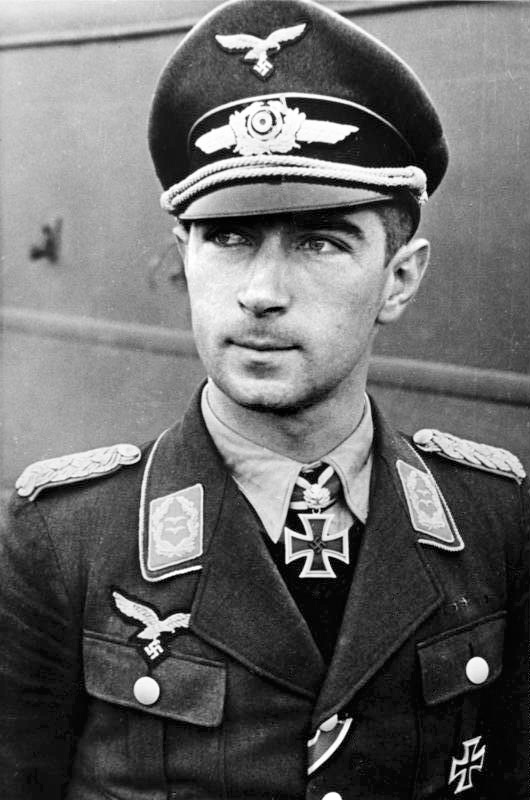
Вернер Мьольдерс

#### Страчено по «Справі авіаторів»

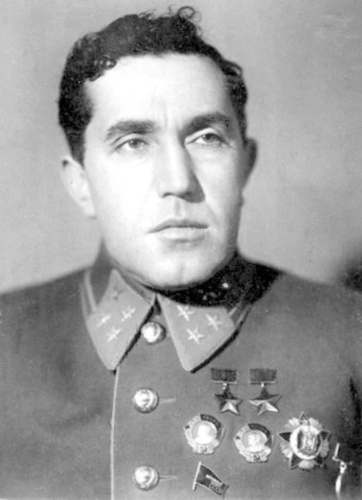
Смушкевич Я.В.
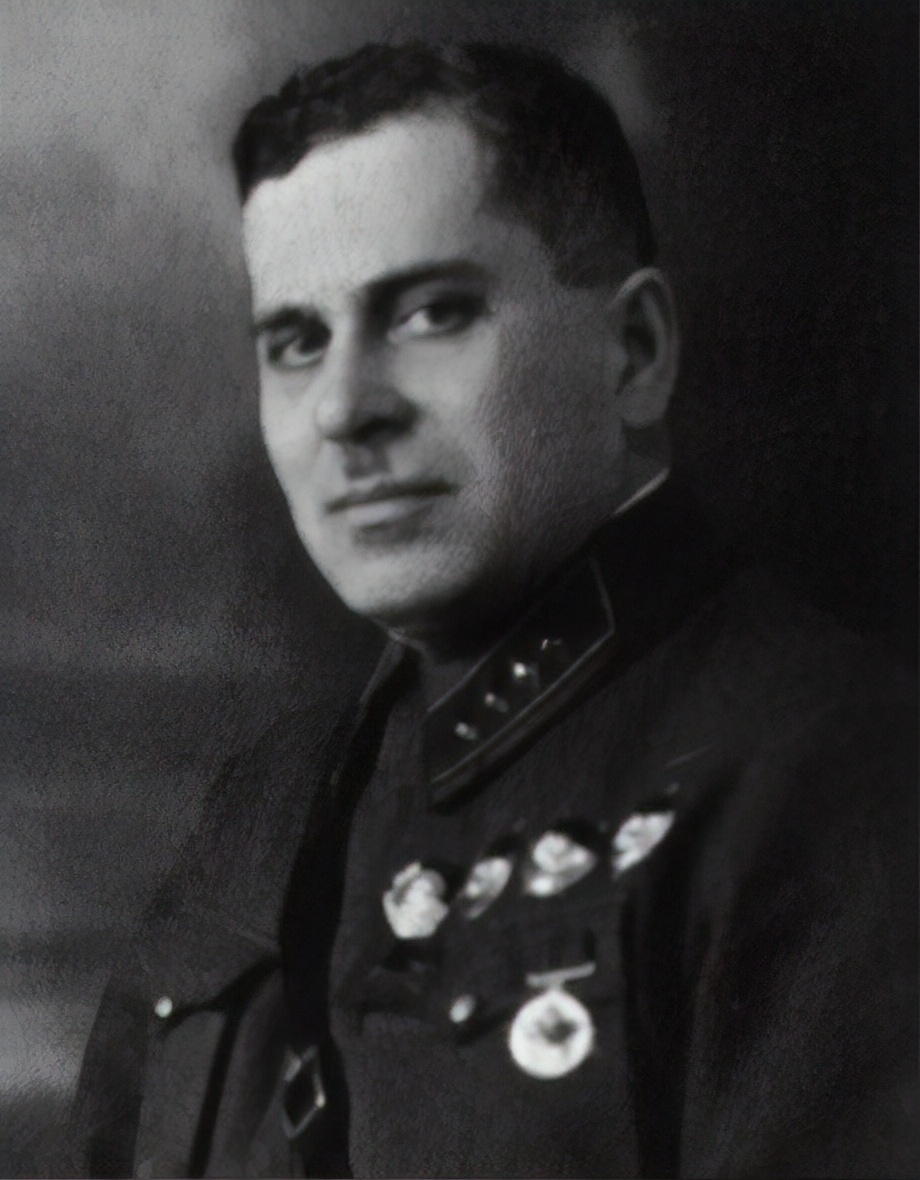
Штерн Г.М.
Локтіонов О.Д.

- 28 жовтня розстріляно у селищі Барбиш Куйбишевської області на спецділянці Управління НКВД СРСР по Куйбишевській області[Вин. 5], серед інших:
  - Смушкевич Яків Володимирович, помічник начальника Генерального штабу Червоної армії по авіації (1940).
  - Локтіонов Олександр Дмитрович, генерал-полковник. У 1937—1940 головком ВПС, заступник наркома оборони СРСР, остання посада перед арештом — командувач Прибалтійським особливим військовим округом (до лютого 1941 року, потім «у розпорядженні НКО»).
  - Штерн Григорій Михайлович, начальник Управління ППО НКО СРСР.
  - Арженухін Федір Костянтинович, начальник Військової академії командного і штурманського складу ВПС, генерал-лейтенант авіації.
  - Ричагов Павло Васильович (разом з дружиною М. П. Нестеренко, майор, заступник командира авіаполку особливого призначення), заступник народного комісара оборони СРСР по авіації, 12 квітня 1941 був знятий із посади та направлений на навчання до Військової академії Генштабу.
  - Проскуров Іван Йосипович, помічник головкому ВПС по авіації дальньої дії.
  - Володін Павло Семенович, генерал-майор авіації. З 11 квітня 1941 і по день арешту — начальник штабу ВПС Червоної армії.

Галерея
- Смушкевич Я.В.
- Штерн Г.М.
- Локтіонов О.Д.

### Виноски
1. ↑  «Патруль цивільної авіації» (англ. Civil Air Patrol (CAP)) є некомерційною організацією, яка служить як офіційна цивільна допоміжна структура ВПС США (USAF). CAP є добровільною організацією з членами з багатьох верств суспільства. Виконує три місії: 1) аварійної служби, котра включає в себе пошук і порятунок (у повітрі і на землі) і надання допомоги при стихійних лихах; 2) аерокосмічної освіти для молоді та широкої громадськості; 3) кадетські програми для підлітків. Організація складається з курсантів від 12 до трохи менше 21 років та старших членів — 18 років і більше. Всі члени носять уніформу під час виконання ними своїх обов'язків
2. ↑  Група Ровеля (нім. Kommando Rowehl) — окрема авіагрупа Люфтваффе (код — T5), створена для ведення стратегічної повітряної розвідки. Офіційна назва — «Група дальньої розвідки при головнокомандуючому Люфтваффе» (нім. Aufklärungsgruppe des Oberbefehlshabers der Lüftwaffe - Aufkl.Gr.Ob.d.L). Була створена з ініціативи Теодора Ровеля (нім. Theodor Rowehl). Після виходу Ровеля у відставку в грудні 1943, отримала назву Aufkl.Gr.100 — 100-я авіагрупа далекої розвідки
3. ↑  За деякими параметрами середній бомбардувальник та штурмовик.
4. ↑  Копєц Іван Іванович (рос. Копец Иван Иванович; 19 вересня 1908 — 22 червня 1941) — льотчик-винищувач, генерал-майор авіації, командувач ВПС Західного Особливого військового округу на початку німецько-радянської війни. Герой Радянського Союзу (нагородження № 16) за повітряні бої у Іспанії. Дізнавшись про втрати авіації округу, протягом першого дня війни, застрелився. За іншою версією, застрелився або був застрелений співробітниками НКДБ при спробі арешту[1]. Проте у його особистій справі зазначено: «23.7.1941 року покінчив життя самогубством. Кодограма УК № 0239 від 24.3.42 р.» (рос. «23.7.1941 года покончил жизнь самоубийством. Кодограмма УК № 0239 от 24.3.42 г.»), а у наказі Головного управління кадрів № 0294 від 20 грудня 1946 — «Колишній командувач ВПС ЗахОВО генерал-майор авіації Копєц І. І. виключений зі списків Збройних Сил як покінчивший життя самогубством 23 червня 1941 року» (рос. «Бывший командующий ВВС ЗапОВО генерал-майор авиации Копец И.И. исключается из списков Вооруженных Сил как покончивший жизнь самоубийством 23 июля 1941 года»)[7]
5. ↑  В інтернеті зустрічаються твердження, що страта відбулася в яру за Бариською залізничною станцією Бариського району Ульяновської області, що межує на сході з Куйбишевською областю[8]